# Паланга (Арђеш)
Паланга (рум. Palanga) насеље је у Румунији у округу Арђеш у општини Попешти. Oпштина се налази на надморској висини од 142 m.

## Становништво
Према подацима из 2002. године у насељу је живело 342 становника, од којих су сви румунске националности.